# Rybár István (tanár)
Idősebb Rybár István (Felsőmicsinye, más forrásokban Molcsa (mai szlovák nevén Môlča), 1846. január 30. – Budapest, 1906. december 6.) magyar képzőintézeti tanár, természetrajzi író, Rybár István apja.

## Élete
1846. január 30-án született Felsőmicsinyén (Zólyom vármegye), szegény családban. 1867-ben Besztercebányán végezte el a gimnáziumot. Gyalogosan ment Pestre, ahol kemény megpróbáltatások mellett végezte el az egyetemet. Ott szerzett tanári oklevelet, ahol Eötvös Loránd és Jedlik Ányos is tanárai voltak. 1869-ben dr. Szabó József geológus vezetésével tanulmányúton vett részt (Thanhoffer Lajos, Winkler Benő és Themák Ede társaságában) a Mátrában, ahol az Ágasvári-barlangot, azaz a Csörgő-lyukat vizsgálták. Ebben az évben a Balaton vidékére nyert kormánykiküldetést földtani vizsgálatokra. 1870 nyarán egy földtani pályázattal hívta fel magára a kor geológusainak figyelmét. Ásványtanból pályázatot írtak ki, valamely hazai vidékről szóló földtani tanulmányra. Rybár István „Az Ajka-Úrkúti területen feltárt képletek s kőzetek vázlatos tárgyalása” című munkájával nyert. A művet Szabó József és Margó Tivadar bírálták el, Rybár jutalma a Pasquich-alapból 50 forint lett. Ez után a pesti egyetem bölcsészeti kara mellett felállított középtanodai tanárképezdébe rendes tagnak vették fel a természetrajzi szakosztályba.
1870-ben részt vett Böckh János mellett a Bakony déli részének geológiai felvételezésében, majd 1871-től Szabó József (1822–1894) (geológus, az MTA tagja) egyetemi tanársegédje lett. Ezen kívül az ásványtani gyűjteménytár (Egyetem tér 4.) segédje és a Stáció utca 33. sz. alatt működő ásványtani tanszék segédje is volt, a Magyarhoni Földtani Társulat rendes tagjaként. 1872-ben a Magyarhoni Földtani Társulat ülésén tartott előadást ásványtani témában Koch Antal, Böckh János és Szabó József mellett. 1872-ben járta be Szerbia északi részét is geológiai szempontból. A geológiai tanulmányút célja a déli „trachyt-vidék” megismerése volt. Az eruptív kőzetek kialakulásáról új elméletet alkottak. Belgrádban a múzeum ásványgyűjteményét nézték át, majd Gradistye vidékén végeztek megfigyeléseket.
1872. október 20-án az Ungvári Római Katolikus Főgimnáziumhoz nevezték ki rendes tanárnak, ahol természetrajzot, természettant és mennyiségtant tanított. Ungvári tartózkodása idején a természetrajzi és vegytani múzeum őre és az Ungvári Közművelődési Társulat gondnoka és múzeumőre volt. Ungvári tartózkodása idején a Magyarhoni Földtani Társulat megbízásából számos tanulmányt végzett a környék geológiájával kapcsolatban. Rybár az ungvári gimnáziumnak ajándékozta az Erdélyben és Ung megyében gyűjtött ásvány- és kőzetgyűjteményét.
1877-ben meghívták az erzsébetvárosi királyi állami Erzsébet polgári tanítóképző iskolához (ma Teleki Blanka Gimnázium), számos ásványtani és vegytani tankönyvet írt középiskolák számára. Az Erzsébet Nőiskolában többek közt Kaffka Margit, Boncza Berta, Benedek Flóra (Benedek Elek lánya) és Furkó Mária - későbbi Cholnoky Lászlóné - tanára is volt. Kollégája volt az Erzsébet nőiskolában Cholnoky Jenő földrajztanár, Simonyi Jenő földrajztanár (1895-1896 között), valamint Erkel Ilona (1874-1942) zongoratanár, Erkel Ferenc unokája is. Öt évig volt kollégája Márki Sándor, aki szerint Rybár "írt néhány jó tankönyvet és kedves ember volt."
Rybár Budapesten bekapcsolódott a tudományos életbe, így 1878-ban az Országos Középtanodai Tanáregylet szakosztályi ülésén tartott előadást az ásványtan tanítására vonatkozóan. 1879-ben az Orvosok és Természetvizsgálók Nagygyűlésén a növénytani, az ásvány- és földtani, illetve a vegytan-természettani szakosztályok egyesültek, az új szakosztály jegyzője Schafarzik Ferenc mellett Rybár István lett. Barátja, Borbás Vince tanulmányához adatokat szolgáltatott az ungvári talajok minőségéről. A „Nemzeti Nőnevelés” c. folyóiratban – az indulásától kezdve (1879) – rendszeresen jelentek meg írásai. Első könyve 1881-ben jelent meg. Tankönyveit közel húsz éven át használták az ország összes elemi és polgári iskolájában. 1882-ben Kozocska Tivadar a közoktatásügyi miniszter megbízásából természettani gyűjteményt állított össze a népiskolák számára, a gyűjtemény bírálatát és felülvizsgálatát Rybárra bízták, illetve kiegészítő javaslatokat (vegytani szerekkel, ásványokkal való bővítés) tett Rybár István és  Staub Móric. Az ezt követő évben lett az Országos Tanszermúzeum rendes tagja, a tanszermúzeum ásványgyűjteményét gondozta és rendezte. Az országos tanszermúzeum állandó bizottságának tagja is volt, Staub Móriccal összeállította a tengeri állatok és az ásványok jegyzéket, melyeket az iskolák gyűjteményeibe javasoltak használatra. Staub Móric saját munkáit is segítette az Ungvár-környéki földtani-növénytani megfigyeléseivel.
Tagja volt továbbá a „Felső nép-, polgári- és ipariskolák tanítóinak és tanítónőinek országos egyesülete” nevű szakmai szervezetnek és a Magyarországi Kárpát-egyesület Budapesti Osztályának. 33 éven át volt a Királyi Magyar Természettudományi Társulat tagja.
Nem csak földtani, de nyelvtörténeti kérdésekben is segítette tudós kollegáit. Szilasi Móricnak a tót becéző keresztnevek eredetének kiderítésében működött közre, 1894-ben pedig Szarvas Gábor (nyelvész) egyik tanulmányában említi, hogy a felvidéki származású Rybár a tót szólások és közmondások eredete kapcsán látta el tanácsokkal. A századforduló idején Bartoniek Géza és Csemez József segítségével fizikai és vegytani szertárak felszerelését állították össze.
A főiskolán 29 éven át tanított. 1906 augusztusában vonult nyugdíjba, így már nem dolgozhatott együtt Horger Antallal, és nem taníthatta Feszty Masát sem, akik az ősz folyamán érkeztek az intézménybe. 1906. december 6-án, súlyos hosszas betegsége folytán, Budapesten elhunyt.

## Családja
Felesége vitéz nemes Bauer Iván lánya, Bauer Irma lett. Bauer Iván (1827-1902) a Lipót-rend lovagja 1897. június 25-én kapott nemesi címet az uralkodótól.  Rybár Istvánnak négy gyermeke született; Gabriella (1884-1970) később deményfalvi és zábori Záborszky Richárd postatiszt felesége; Marietta (1885-1945) dr. Szegő Béla, a Déli Vasút Igazgatóságának fogalmazójának neje; Rybár István (geofizikus)(1886-1971) és Edit (1890-1953). A gyermekek apjukat követve a pedagógusi pályát választották. Rybár Gabriella a Lőportárdűlői Általános Iskola (VI. ker. Aréna út. 63.) tanítónője volt. E mellett táncot is oktatott más iskolákban, de tagja volt a II. ker. Áldás Utcai Általános Iskola tantestületének is, az iskola a család házának szomszédságában áll. Rybár Marietta 1906-ban végzett az Országos Magyar Királyi Képzőművészeti Főiskolán (Magyar Képzőművészeti Egyetem), majd a Kazinczy utcai Elemi Iskola (VII. ker. Kazinczy u. 23-25.) tanítónője lett. Később az I. kerületi Böszörményi-uti községi polgári leányiskola pedagógusa volt. Rybár Edit 1906 és 1913 között, testvéréhez hasonlóan a Képzőművészeti Főiskolán tanult, később rajztanárként dolgozott a Kazinczy utcai Általános Iskolában. A harmincas években a VIII. kerületi Dugonics-utcai Községi Polgári Leányiskolában tanított. 

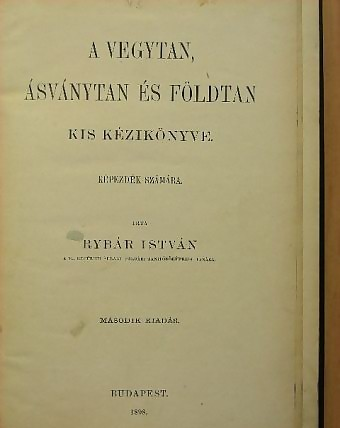
Ásványtan könyv

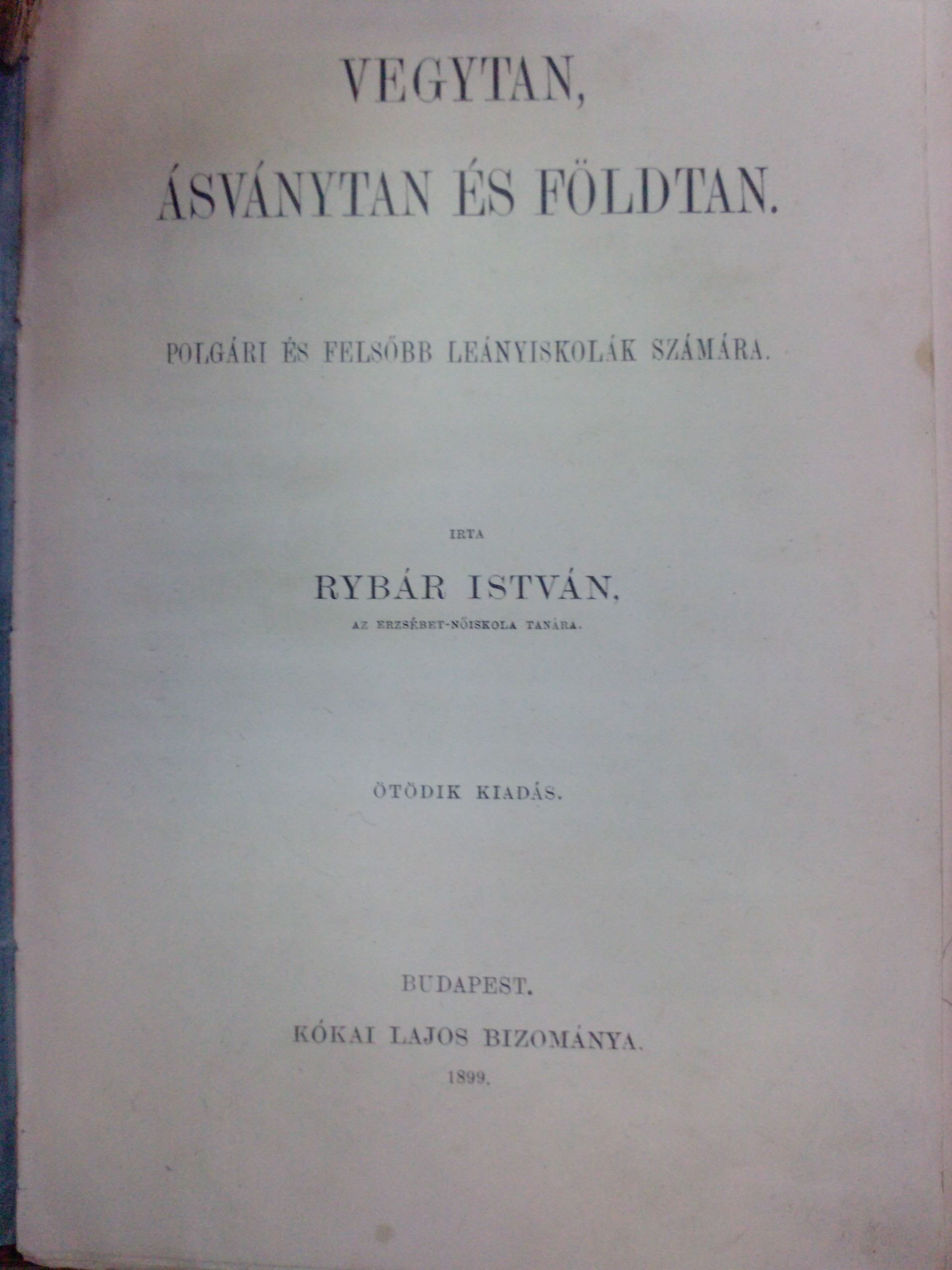
Földtan könyv

## Cikkei
A Földtani Közlönyben
- 1872. A magyar királyi egyetemi ásványgyűjtemény sulzbachi epidotjai
- 1874. Jelentés Ungvár környékén tett földtani kirándulásról (egy földtani térképpel)
- 1875. Az Ung folyó balpartján elterülő trachyt-hegység földtani szerkezete

Az Ungvári Katolikus Főgimnázium Értesítőjében
- 1875. Ungvár környékének földtani szerkezetéről (egy földtani térképpel)

A Nemzeti Nőnevelésben
- 1879. A konyhasó
- 1880. Gyakorlati oktatási minta
- 1884. A gránit és elegyrészei
- 1890. A szénsavas mész
- 1892. Egy homokszem története (Elbeszéli egy kis kvarcz-szem.)

Egyéb cikkei
- 1875. Kártékony rovarok (Borászati Lapok 2. évf. 11. sz.)
- 1878. Néhány megjegyzés az ásványtan tanításáról (Országos középtanodai tanáregylet közlönye)
- 1878. A konyhasó. 2 részletben (Természet)
- 1892. Egy homokszem története -in: Universum, Természettudományi olvasmányok – Az ifjúság számára, Budapest, Lampel Kiadó, 208 o., szerk.: Szelényi Hugó

## Könyvei
- Elemi vegytan a legegyszerűbb kisérletek kivitelére vonatkozó rövid utasításokkal. Iskolai használatra. 30 ábrával. Eggenberger, Budapest, 1881. 131 p.
- Vegytan, ásványtan és földtan elemi képezdék, polgári és felsőbb leányiskolák számára. Kókai Lajos, Budapest, 1888. (2. bőv. kiadás 1888, 3. kiad. 1891, 4. kiad. 1893, 5. kiad. 1899, uo.) 110 p.
- A vegytan, ásványtan és földtan kis kézikönyve képezdék számára és magánhasználatra. Kókai Lajos, Budapest, 1893. (2. kiadás. uo., 1898)
- Ásvány-, kőzet- és földtan elemei. (3. kiadás) Írta: Roth Samu. A polgári fiúiskolák I. és III. oszt. számára átdolgozta Rybár István. 1896.